# Beni Isguen
Beni Isguen (v berberščini: ⴰⵜ ⵉⵣⵊⴻⵏ At isdjen1, arabsko بني يزقن) je eno od mest pentapolisa Ghardaïa v dolini M'Zab. Je del občine Bounoura v vilaji Ghardaïa v Alžiriji. Skupaj s preostalim delom doline M'Zab je uvrščen na Unescov seznam svetovne dediščine.

## Toponimija
Ime Beni Isguen pomeni »sinovi tistih, ki imajo vero«.

## Geografija
Beni Isguen je eno od mest pentapolisa M'zab. Je edini v pentapolisu, ki je bil zgrajen na pobočju skalnatega hriba in ni bil zgrajen v vadi M'Zab. Stoji med ksarjem Melika in tistim Bounoura.
Je 600 km južno od Alžira in ima palmov nasad gorvodno. Upravno je priključen občini Bounoura.

## Zgodovina
Tako kot druga mesta pentapolisa so tudi Beni Isguen v 11. stoletju, leta 1051, ustanovili begunci Ibaditi iz Taherta po uničenju Rostemidskega kraljestva s strani Fatimidov v 10. stoletju.
V 16. stoletju se je mesto razširilo s selitvijo prebivalstva iz Ghardaïe.
Beni Isguen velja za sveto mesto, vendar je ta sloves novejši, saj je v 19. stoletju Melika veljala za sveto mesto M'Zab, medtem ko je Beni Isguen veljal za vojaško mesto Pentapolisa.
Imelo pa je status »učenega« mesta M'Zab in varuha »dogme«, zaradi monopola, ki ga ima nad znanjem in varovanjem obreda Ibadi, mozabitski reformisti nikoli niso mogli uveljaviti velikega vpliva.
V 19. stoletju je imelo mesto dve obzidji. Vsa vrata teh dveh ograjenih prostorov so bila ponoči zaprta, a prostor med stenami je nomadom omogočal trgovanje z mestnimi prebivalci. Po priključitvi M'Zaba Franciji leta 1882 se je mesto razširilo in odstranilo zunanje obzidje.

## Prebivalstvo
V začetku leta 2000 je imelo mesto znotraj obzidja med 7000 in 8000 prebivalcev, približno toliko pa tudi v sodobnem mestu.
Prebivalci so razdeljeni v več frakcij, od katerih ima vsaka socialni odbor in govorijo mozabitsko berberščino.

## Dediščina
Mesto Beni Isguen in preostanek doline M'Zab je UNESCO uvrstil na seznam svetovne dediščine od leta 1982. Med zaščitenimi sektorji je ksar Beni Isguen ohranil svoj organizacijski model od svoje ustanovitve; predvsem svojo ograjeno območje, ki meji na notranjo stran ob uličici in posejan s stražnimi stolpi.
Beni Isguen ima piramidasto zasnovo, tako kot vsi ksarji pentapolisa, njegova koncentrična postavitev je organizirana okoli mošeje in njenega minareta. Najvišja točka mesta je stolp Boulila. Ima dvoje glavnih vrat, ki so na severu in jugu: Bab Chergui in Bab Gherbi, tri druga vrata pa vodijo do različnih pokopališč. Vstop v mesto je skozi težka vrata, narejena iz palmovih debel. Mesto ima tudi drugo mošejo.
- Pogled na ksar
- Pogled na ksar iz zraka
- Pogled na ksar leta 1986
- Nasad palm Beni Isguen
- Ksarsko obzidje
- Ulica v ksarju
- Aassas du ksar
- Ulica v ksarju
- Tour de Boulila

## Lokalno življenje
Lokalno življenje urejajo običajni zakoni, kot v vsakem mestu pentapolisa. Beni Isguen, ki je postal sveto mesto M'Zaba, zaznamuje zelo poseben puritanizem, ki moškim prepoveduje kajenje na ulicah. To je mesto, bogato s knjižnicami, postavljenimi v hišah, ki hranijo številne rokopise in dela.
Na tržnici Lalla Achou, ki je na obrobju, vsak dan razen petka poteka dražbena tržnica, ki je neke vrste bolšji trg, zelo živahen. Komercialne transakcije potekajo pod nadzorom članov skupščine »Azzaba«, Mozabitkam pa ni dovoljeno prečkati trga.
Hiše v mestu imajo dvoje vrat: ena za družinske člane in druga za goste; zunanja okna so majhna, da lahko vidite ven, ne da bi vas videli.
V 2010-ih je bilo ustvarjeno eko okrožje imenovano Tafilalet; je skupina več kot 1000 hiš, zgrajenih v skladu s tradicionalno mozabitsko arhitekturo. Je na vrhu planote, ki dominira nad dolino M'Zab. Njegov park je dom številnih datljevih palm, sadnega drevja, grmovnic in zdravilnih rastlin.